# Hyphydrus stipator
Hyphydrus stipator är en skalbaggsart som beskrevs av Guignot 1942. Hyphydrus stipator ingår i släktet Hyphydrus och familjen dykare. Inga underarter finns listade i Catalogue of Life.